# CJ Grand
CJ Grand (conocido hasta 2018 como CJ Grand Shopping) fue un canal de televisión mexicano de ventas por televisión las 24 horas del día, producido en conjunto por la televisora Televisa y el conglomerado surcoreano Grupo CJ.

## Historia
El canal inició sus transmisiones por la TV de paga mexicana el 6 de julio de 2015 por el canal 108 de Izzi, Sky, y Megacable. Fue un canal muy similar a QCVC, un concepto que ya había realizado Televisa con anterioridad en los años 90, bajo el nombre de CVC.
A partir del 27 de octubre de 2016, se hizo disponible en televisión abierta en la Ciudad de México y área metropolitana por el canal digital 4.2 de la estación XHTV-TDT. Parte de la programación también se emitió en Gala TV (hoy NU9VE), ocasionalmente en lugar de otros infomerciales como Marcas de renombre, Inova y CV Directo (excepto en algunas ciudades donde las estaciones Gala TV tienen contenidos locales).
Tras recibir la autorización de acceso a multiprogramación en mayo de 2017 por parte del IFT, la señal del canal en TV abierta se expandió en el verano de 2017 en las estaciones XHCNL-TDT y XEWO-TDT, de Monterrey, Nuevo León y Guadalajara, Jalisco, respectivamente. En ambas estaciones, el canal virtual de la señal fue el 8.2.
El 13 de marzo de 2018, Televisa decide vender su participación en el canal, acordando que Televisa continuaría proporcionando servicios para la producción y distribución del canal.
El 2 de julio de 2018, en el tercer aniversario del canal, cambia su nombre a CJ Grand y comienzan a tener apariciones en otras televisoras, presentando ofertas especiales en los programas Hoy de Las Estrellas y Sale El Sol de Imagen Televisión, al igual en la programación pagada nocturna de a+ y Teleritmo.
En marzo de 2019, Televisa solicitó la renuncia al segundo canal de programación de las estaciones XHTV-TDT, XHCNL-TDT y XEWO-TDT, es decir, el canal CJ Grand saldría del aire, un año después de que Televisa vendió su participación accionaria en el canal. El 31 de marzo de 2019, fue el último día de transmisiones del canal, sin dejar una señal de reemplazo en televisión abierta. Sin embargo, en la TV de paga, la señal sería reemplazada por el canal CV Shopping, también de ventas por televisión.

## Logo
El logo de CJ Grand Shopping, en uso desde 2015, está formado por una bolsa de compras transparente con el Logotipo de CJ y de lado derecho dice la frase Grand Shopping. Tras la venta de los activos que Televisa tenía sobre este canal, a partir del 2 de julio de 2018, se eliminó la palabra "Shopping" y el canal cambió su nombre a "CJ Grand".

## Eslóganes
| Período   | Eslogan                      |
| --------- | ---------------------------- |
| 2015-2018 | Lo ves aquí, lo compras aquí |
| 2018-2019 | Tu canal de compras          |